# Línea 110 (EMT Madrid)
La línea 110 de la EMT de Madrid une la Plaza de Manuel Becerra con el Cementerio de la Almudena (Ciudad Lineal).

## Características

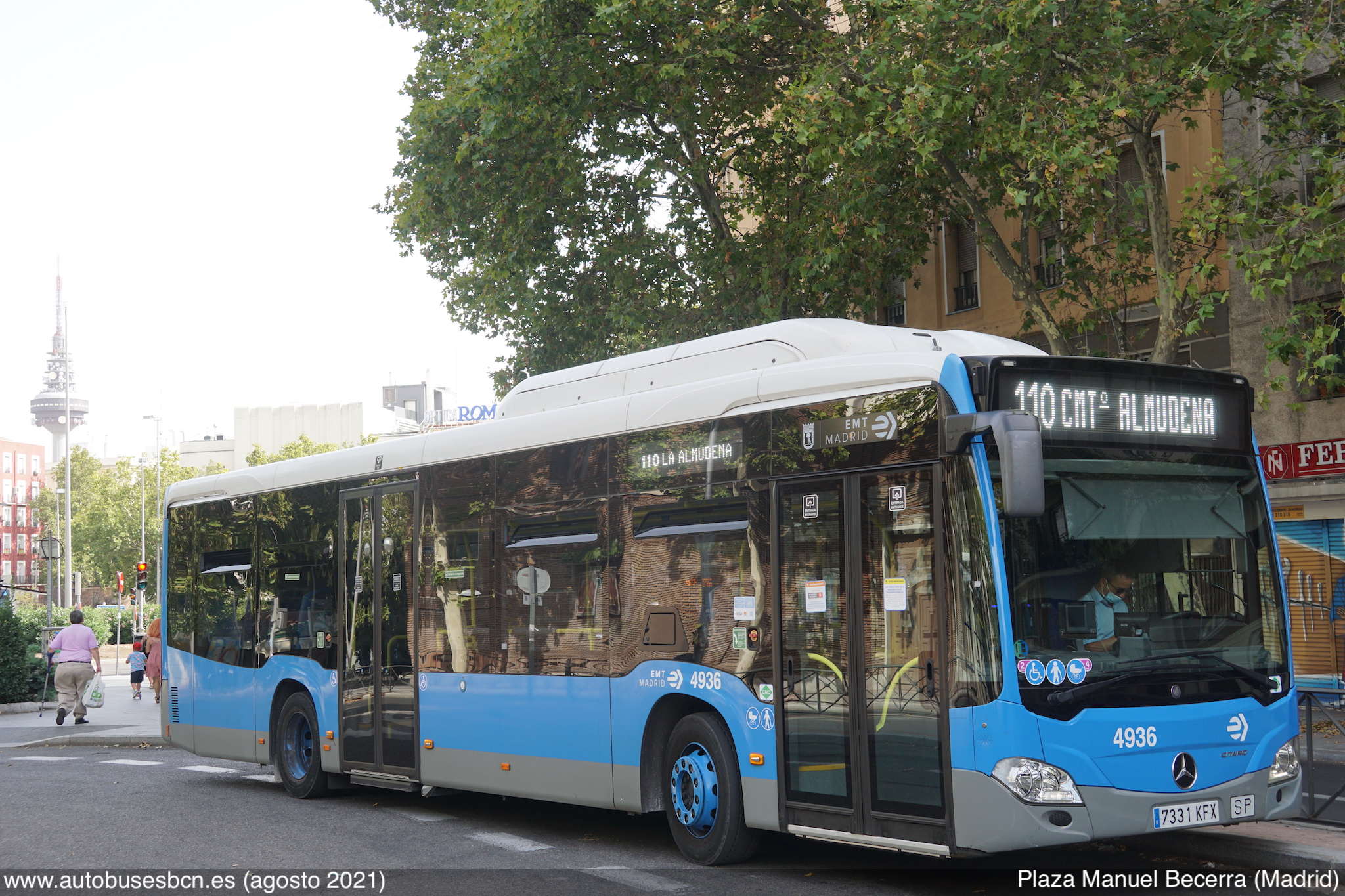
110 en Pl. Manuel Becerra, agosto de 2021.

La línea 110 se creó el 18 de mayo de 1980, siendo herencia de una línea periférica municipalizada (la P-10). Tiene una frecuencia de paso muy baja, como tradicionalmente la tenía su antecesora, pues los horarios de apertura de la necrópolis son limitados y la demanda potencial baja, sin embargo, a la vez que se municipalizó la P-10, también se municipalizó la línea P-10 con raya roja, que dio lugar a la línea 110 con raya roja, la cual reforzaba el servicio entre la Plaza de Manuel Becerra y La Elipa. Esta variante pasó a ser la línea 210 en el año 2000. Ambas tienen exactamente el mismo recorrido, pero la línea 210 se queda a las puertas de la necrópolis (sin entrar en ella), y por el otro extremo llega hasta Diego de León.

## Horarios
| Todos los días                                                                   |                                            |                                            |                                            |                                            |                                            |                                            |                                            |                                            |                                            |                                            |                                            |                                            |                                            |                                            |                                            |                                            |                                            |                                            |                                            |
| Manuel Becerra > Cementerio de La Almudena                                       | Manuel Becerra > Cementerio de La Almudena | Manuel Becerra > Cementerio de La Almudena | Manuel Becerra > Cementerio de La Almudena | Manuel Becerra > Cementerio de La Almudena | Manuel Becerra > Cementerio de La Almudena | Manuel Becerra > Cementerio de La Almudena | Manuel Becerra > Cementerio de La Almudena | Manuel Becerra > Cementerio de La Almudena | Manuel Becerra > Cementerio de La Almudena | Cementerio de La Almudena > Manuel Becerra | Cementerio de La Almudena > Manuel Becerra | Cementerio de La Almudena > Manuel Becerra | Cementerio de La Almudena > Manuel Becerra | Cementerio de La Almudena > Manuel Becerra | Cementerio de La Almudena > Manuel Becerra | Cementerio de La Almudena > Manuel Becerra | Cementerio de La Almudena > Manuel Becerra | Cementerio de La Almudena > Manuel Becerra | Cementerio de La Almudena > Manuel Becerra |
| 09                                                                               | 10                                         | 11                                         | 12                                         | 13                                         | 14                                         | 15                                         | 16                                         | 17                                         | 18                                         | 09                                         | 10                                         | 11                                         | 12                                         | 13                                         | 14                                         | 15                                         | 16                                         | 17                                         | 18                                         |
| 00 35                                                                            | 10 45                                      | 20 55                                      | 30                                         | 05 40                                      | 15 50                                      | 25                                         | 00 35                                      | 10 45                                      | 20* 55*                                    | 30                                         | 05 40                                      | 15 50                                      | 25                                         | 00 35                                      | 10 45                                      | 20 55                                      | 30                                         | 05 40                                      | 15                                         |
| *Finalizan en La Elipa (Santa Irene - Trece Rosas), sin entrar en el cementerio. |                                            |                                            |                                            |                                            |                                            |                                            |                                            |                                            |                                            |                                            |                                            |                                            |                                            |                                            |                                            |                                            |                                            |                                            |                                            |

## Recorrido y paradas

### Sentido Cementerio La Almudena
La línea inicia su recorrido en la dársena central de la calle Francisco Silvela junto a la Plaza de Manuel Becerra, desde la cual se dirige a la plaza y sale de la misma por la calle de Alcalá, circulando por la misma pasar el Puente de las Ventas sobre la M-30, girando entonces a la derecha para incorporarse a la Avenida de Daroca.
Circula brevemente por esta avenida y gira a la derecha por la calle de Ricardo Ortiz, que recorre hasta desembocar en la Avenida del Marqués de Corbera, a la que se incorpora girando a la izquierda.
Llegando al final de la avenida, la línea gira a la derecha para circular por la calle Santa Felicidad, que recorre entera siguiendo de frente al final por su continuación natural, la calle José Luis de Arrese, que recorre hasta girar a la izquierda por la calle Santa Irene.
A través de esta calle, la línea llega al Cementerio de la Almudena, entrando en el recinto a través de la puerta situada en la Avenida de las Trece Rosas esquina Santa Irene. Dentro del recinto tiene 5 paradas, la última de éstas es la cabecera.
| Código | Parada                                   | Común con               | Conexiones con Metro | Otros |
| ------ | ---------------------------------------- | ----------------------- | -------------------- | ----- |
| 3761   | MANUEL BECERRA (C/ Francisco Silvela, 2) | 38 E5                   | Manuel Becerra       |       |
| 685    | Alcalá-Parque de Bomberos                | 12 21 38 53 106 146 210 |                      |       |
| 756    | Ventas                                   | 38 106 146 210          | Ventas               |       |
| 1078   | Avenida de Daroca-Ricardo Ortiz          | 106 210                 | El Carmen            |       |
| 3063   | Ricardo Ortiz-San Marcelo                | 210                     |                      |       |
| 3065   | Ricardo Ortiz-San Emilio                 | 210                     |                      |       |
| 3067   | Ricardo Ortiz-San Secundino              | 210                     |                      |       |
| 958    | Marqués de Corbera-Ricardo Ortiz         | 15 28 210               |                      |       |
| 960    | Marqués de Corbera-Montejurra            | 15 28 210               |                      |       |
| 962    | Marqués de Corbera-Gerardo Cordón        | 15 28 210               |                      |       |
| 3069   | Santa Felicidad-Iglesia                  | 113 210                 | La Elipa             |       |
| 3071   | Santa Felicidad                          | 113 210                 |                      |       |
| 3073   | Blas de Otero-Santa Genoveva             | 113 210                 |                      |       |
| 4473   | Blas de Otero-Santa Irene                | 113 210                 |                      |       |
| 3076   | Santa Irene                              | 113 210                 |                      |       |
| 3077   | Santa Irene-Trece Rosas                  | 113 210                 |                      |       |
| 3079   | Cementerio La Almudena-Parada 1          |                         |                      |       |
| 3081   | Cementerio La Almudena-Parada 2          |                         |                      |       |
| 3082   | Cementerio La Almudena-Parada 3          |                         |                      |       |
| 3084   | Cementerio La Almudena-Parada 4          |                         |                      |       |
| 3086   | CEMENTERIO LA ALMUDENA (Parada 5)        |                         |                      |       |

### Sentido Plaza de Manuel Becerra
- Tiene 3 paradas más dentro de la necrópolis.
- En vez de circular por la Avenida de Daroca, lo hace por la calle de José María Fernández Lanseros.

| Código | Parada                                   | Común con            | Conexiones con Metro | Otros |
| ------ | ---------------------------------------- | -------------------- | -------------------- | ----- |
| 3086   | CEMENTERIO LA ALMUDENA (Parada 5)        |                      |                      |       |
| 3085   | Cementerio La Almudena-Parada 6          |                      |                      |       |
| 3083   | Cementerio La Almudena-Parada 7          |                      |                      |       |
| 3087   | Cementerio La Almudena-Parada 8          |                      |                      |       |
| 3088   | Cementerio La Almudena-Parada 9          |                      |                      |       |
| 3089   | Cementerio La Almudena-Parada 10         |                      |                      |       |
| 3090   | Cementerio La Almudena-Parada 11         |                      |                      |       |
| 3080   | Cementerio La Almudena-Parada 12         |                      |                      |       |
| 3078   | La Elipa                                 | 113 210              |                      |       |
| 3735   | Santa Irene                              | 113 210              |                      |       |
| 3091   | Blas de Otero-Santa Irene                | 113 210              |                      |       |
| 3074   | Blas de Otero-Santa Genoveva             | 113 210              |                      |       |
| 3072   | Santa Felicidad                          | 113 210              |                      |       |
| 3070   | Santa Felicidad-Iglesia                  | 113 210              |                      |       |
| 965    | Metro La Elipa                           | 15 28 210            | La Elipa             |       |
| 963    | Marqués de Corbera-Gerardo Cordón        | 15 28 210            |                      |       |
| 961    | Marqués de Corbera-Montejurra            | 15 28 210            |                      |       |
| 959    | Marqués de Corbera-Ricardo Ortiz         | 15 28 210            |                      |       |
| 3068   | Ricardo Ortiz-San Secundino              | 210                  |                      |       |
| 3066   | Ricardo Ortiz-San Emilio                 | 210                  |                      |       |
| 3064   | Ricardo Ortiz-San Marcelo                | 210                  |                      |       |
| 3093   | Avenida de Daroca-Ricardo Ortiz          | 210                  |                      |       |
| 3092   | El Carmen                                | 210                  | El Carmen            |       |
| 757    | Ventas                                   | 21 38 106 146 210    | Ventas               |       |
| 5146   | Alcalá-Parque de Bomberos                | 21 38 53 106 146 210 |                      |       |
| 684    | Manuel Becerra                           | 21 38 53 106 146 210 |                      |       |
| 3761   | MANUEL BECERRA (C/ Francisco Silvela, 2) | 38 E5                | Manuel Becerra       |       |

## Galería de imágenes

Mapa zonal de la estación de metro de Ventas con los recorridos de las líneas de autobuses, entre las que aparece el 110.
Mapa zonal de la estación de metro de El Carmen con los recorridos de las líneas de autobuses, entre las que aparece el 110.